# Digital Garbage
Digital Garbage — десятый студийный альбом американской гранж-группы Mudhoney, выпущенный 28 сентября 2018 года. Это 7-й релиз группы на лейбле Sub Pop.
| Оценки критиков | Оценки критиков |
| Источник        | Оценка          |
| --------------- | --------------- |
| AllMusic        | [ 3 ]           |
| ClashMusic      | 8/10            |
| Exclaim!        | 9/10            |
| MusicOMH        | [ 6 ]           |
| Pitchfork       | 7.1/10          |
| PopMatters      | 7/10            |
| The Quietus     | [ 9 ]           |
| Rolling Stone   | [ 10 ]          |

## Критика
Альбом получил преимущественно положительные отзывы критиков. На агрегаторе Metacritic пластинка набрала 75 баллов из 100 на основе 17 рецензий. Марк Деминг из AllMusic охарактеризовал Digital Garbage как не самый протестный альбом группы,  а ответ на нынешние хаотичные и противоречивые времена. Mudhoney звучат красноречиво в своей грязной манере. Они всё ещё способны быть самими собой, не привязываясь к прошлому.
AllMusic назвал Digital Garbage одним из наиболее удачных релизов года, журнал Mojo поставил его на 55-е место в своём ТОП-75 альбомов 2018 года.

## Список композиций
Все песни написаны Mudhoney.
| №                   | Название                 | Длительность |
| ------------------- | ------------------------ | ------------ |
| 1.                  | «Nerve Attack»           | 2:45         |
| 2.                  | «Paranoid Core»          | 2:31         |
| 3.                  | «Please Mister Gunman»   | 3:30         |
| 4.                  | «Kill Yourself Live»     | 4:48         |
| 5.                  | «Night and Fog»          | 4:04         |
| 6.                  | «21st Century Pharisees» | 2:35         |
| 7.                  | «Hey Neanderfuck»        | 2:40         |
| 8.                  | «Prosperity Gospel»      | 3:48         |
| 9.                  | «Messiah's Lament»       | 3:04         |
| 10.                 | «Next Mass Extinction»   | 3:25         |
| 11.                 | «Oh Yeah»                | 1:29         |
| Общая длительность: | Общая длительность:      | 34:39        |

## Участники записи
- Марк Арм — вокал
- Стив Тёрнер — гитара
- Дэн Питерс — барабаны
- Гай Меддисон — бас-гитара

## Чарты
| Chart (2018)                           | Peak position |
| -------------------------------------- | ------------- |
| Шотландия (Scottish Albums Chart)      | 83            |
| США (Billboard Vinyl Albums)           | 24            |
| США (Billboard Independent Albums)     | 31            |
| США (Billboard Top Heatseekers Albums) | 16            |